# Cecilia Gabriela
Cecilia Gabriela (ur. 9 stycznia 1962 w Meksyku) – meksykańska aktorka.

## Dorobek artystyczny

### Telenowele
- 2013: Mentir para Vivir jako Lucina González
- 2012: Cachito de cielo jako Isabel Obregón Vda de Gómez
- 2010: Llena de amor jako Camila „Muñeca” Rivero de Porta-López
- 2008–2009: Mañana es para siempre jako Altagracia Linares de Elizalde
- 2008–2009: Juro que te amo jako Leonora Cassis de Lazcano
- 2007: Muchachitas como tú jako Verónica Vásquez
- 2006: Heridas de amor jako Bertha de Aragón (Joven)
- 2005: La madrastra jako Daniela Márquez de Rivero
- 2003–2004: Alegrijes y Rebujos jako Mercedes de Domínguez # 2
- 2003: Niña amada mía jako Consuelo Mendiola
- 2002–2003: Así son ellas jako Violeta Carmona
- 2002: Cómplices al rescate jako Regina Del Valle / Tania
- 2000–2001: Cena miłości jako Julia
- 2000–2001: Mała księżniczka jako Victoria Montesinos
- 1998: Vivo por Elena jako Consuelo „Chelo” Carvajal
- 1997: Amada enemiga jako Cecilia
- 1995–1996: Acapulco, cuerpo y alma jako Cinthia Montalvo
- 1995: Bajo un mismo rostro jako Magdalena de Covarrubias
- 1994–1995: Imperio de cristal jako Esther Lombardo
- 1993: Sueño de amor
- 1993: La última esperanza jako Jennifer
- 1991–1992: Valeria y Maximiliano jako Dulce Landero
- 1990: Mi pequeña Soledad jako Clara
- 1989–1990: Carrusel jako Roxana de Del Salto
- 1988: El Pecado de Oyuki jako Yuriko
- 1988: Flor y canela
- 1987–1988: Victoria jako Eloísa
- 1985–1986: Ty albo nikt jako María José
- 1985: Vivir un poco jako Secretaria de Gregorio

### Kino
- 1994: El Arrecife de los alacranes jako Mónica

### Serie
- 2009: Tiempo final Tecera Temporada jako Carmen (odc. Remedio Mortal)
- 2009: Los simuladores Segunda temporada (odc. Workaholic)
- Mujeres asesinas Carmen, Honrada – Susana Saavedra
- 2007: Mujer, casos de la vida real (liczne odc.)
- 2004: Desde Gayola jako Roberta (odc. El Mundo de Maniguis)

### Teatr
- 2009: 12 mujeres en pugna
- Elsa y Fred